# Hadsel (album Beirut)
Hadsel è il sesto album in studio della band indie folk Beirut, pubblicato il 10 novembre 2023 attraverso la Pompeii Records, l'etichetta della band. Il frontman Zach Condon ha scritto e prodotto personalmente la maggior parte dell'album. L'album è stato annunciato insieme all'uscita del singolo So Many Plans. Il disco ha ricevuto recensioni positive dalla critica.
L'album prende il nome dall'isola norvegese di Hadsel, dove Zach Condon ha viaggiato dopo aver cancellato parte del tour del 2019 della band a sostegno del loro album precedente, Gallipoli, quando ha sviluppato la laringite. Ha affittato una cabina e gli è stato permesso di usare l'organo della chiesa di Hadsel, ed è allora che ha formulato l'album. Condon ha affermato che "le poche ore di luce esporrebbero l'insondabile bellezza delle montagne e dei fiordi, e le lunghe ore dei crepuscoli mi riempirebbero di sommessa eccitazione. Mi piacerebbe credere che lo scenario sia in qualche modo presente nella musica".

## Tracce
1. Hadsel – 4:54
2. Arctic Forest – 3:55
3. Baion – 4:06
4. So Many Plans – 3:47
5. Melbu – 2:20
6. Stokmarknes – 4:10
7. Island Life – 4:08
8. Spillhaugen – 3:41
9. January 18th – 3:41
10. Süddeutsches Ton-Bild-Studio – 5:22
11. The Tern – 4:14
12. Regulatory – 3:18